# Teucrium albicaule
Teucrium albicaule là một loài thực vật có hoa trong họ Hoa môi. Loài này được Toelken miêu tả khoa học đầu tiên năm 1985.